# タヴリーチェスキー庭園
タヴリーチェスキー庭園（タヴリーチェスキーていえん、ロシア語:Таврический сад）はサンクトペテルブルク、セントラル地区にあるイギリス式庭園の公園。

## 歴史
1783年から1800年にかけて建設されたタヴリーダ宮殿の建築に伴い、イギリス人造園家のウィリアム・グールドによりタヴリーチェスキー庭園は整備された。庭園内には人工の池がある。池の採掘の過程で出る土は庭内で丘を作る際に利用され、水はリゴフスキー運河から運び込みこまれ、池にはチョウザメが放された。1866年にタヴリーチェスキー庭園は一般に開放された。
1930年から1940年までは「文化と憩いの公園」と命名され、1958年から1985年までは「都市児童公園」との命名され、1985年に現在のタヴリーチェスキー庭園に戻された。公園の端に沿ってある木々にはカシやシナノキやカラマツが植えられている。公園の中心部にはカシ、シナノキ、白樺、トネリコなどが植えられている。

## ギャラリー

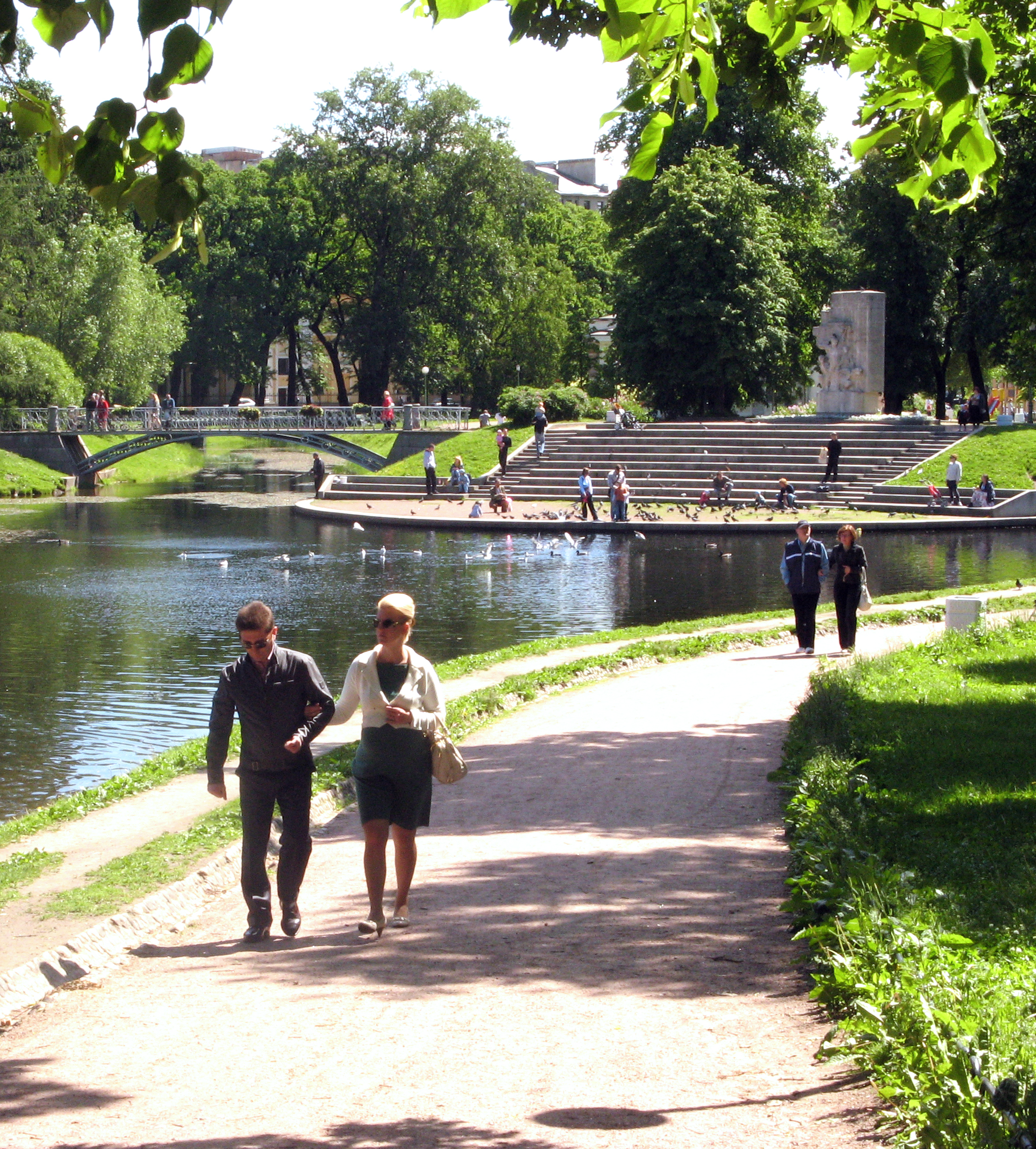
公園に集う人々
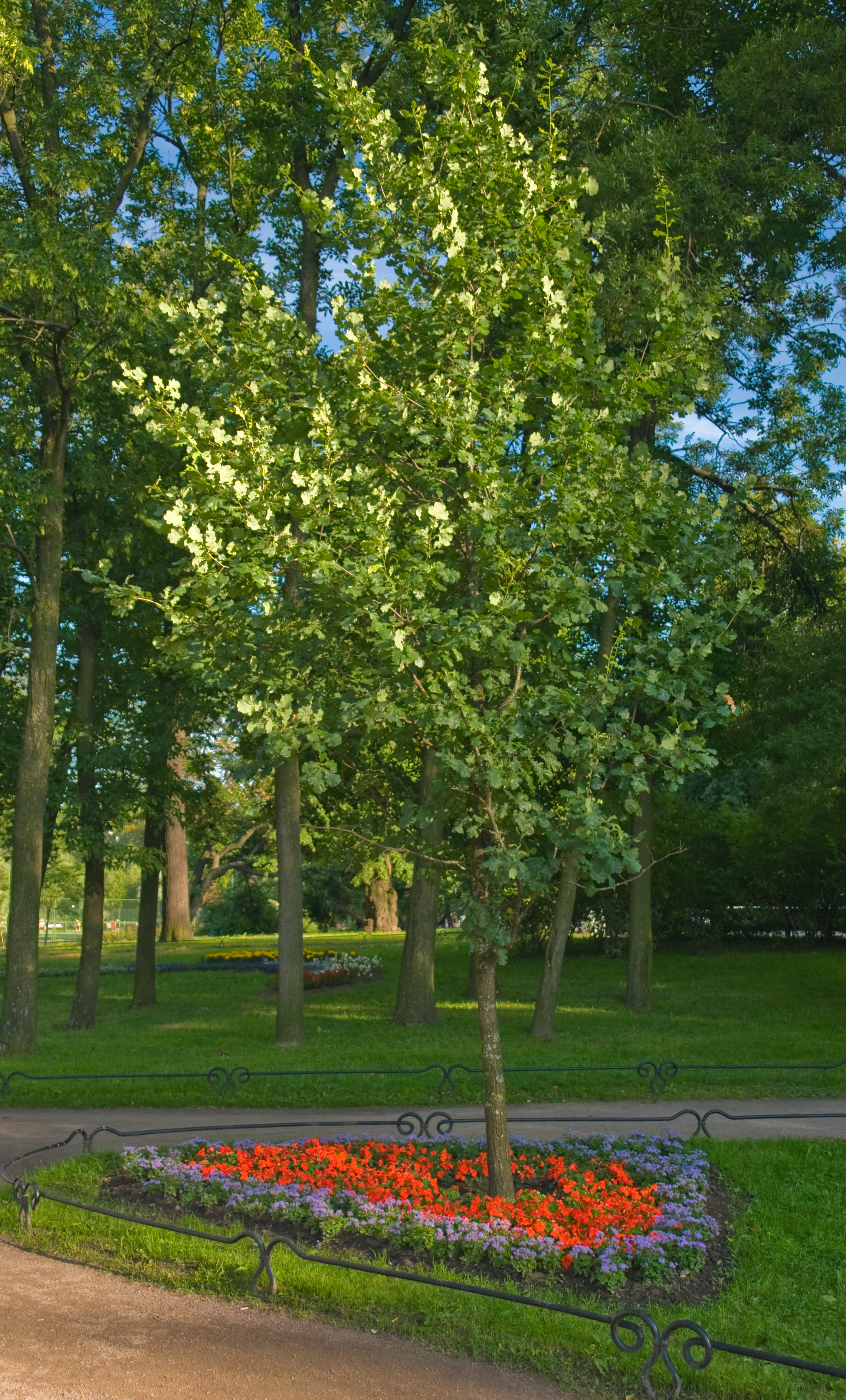
植林された若い木
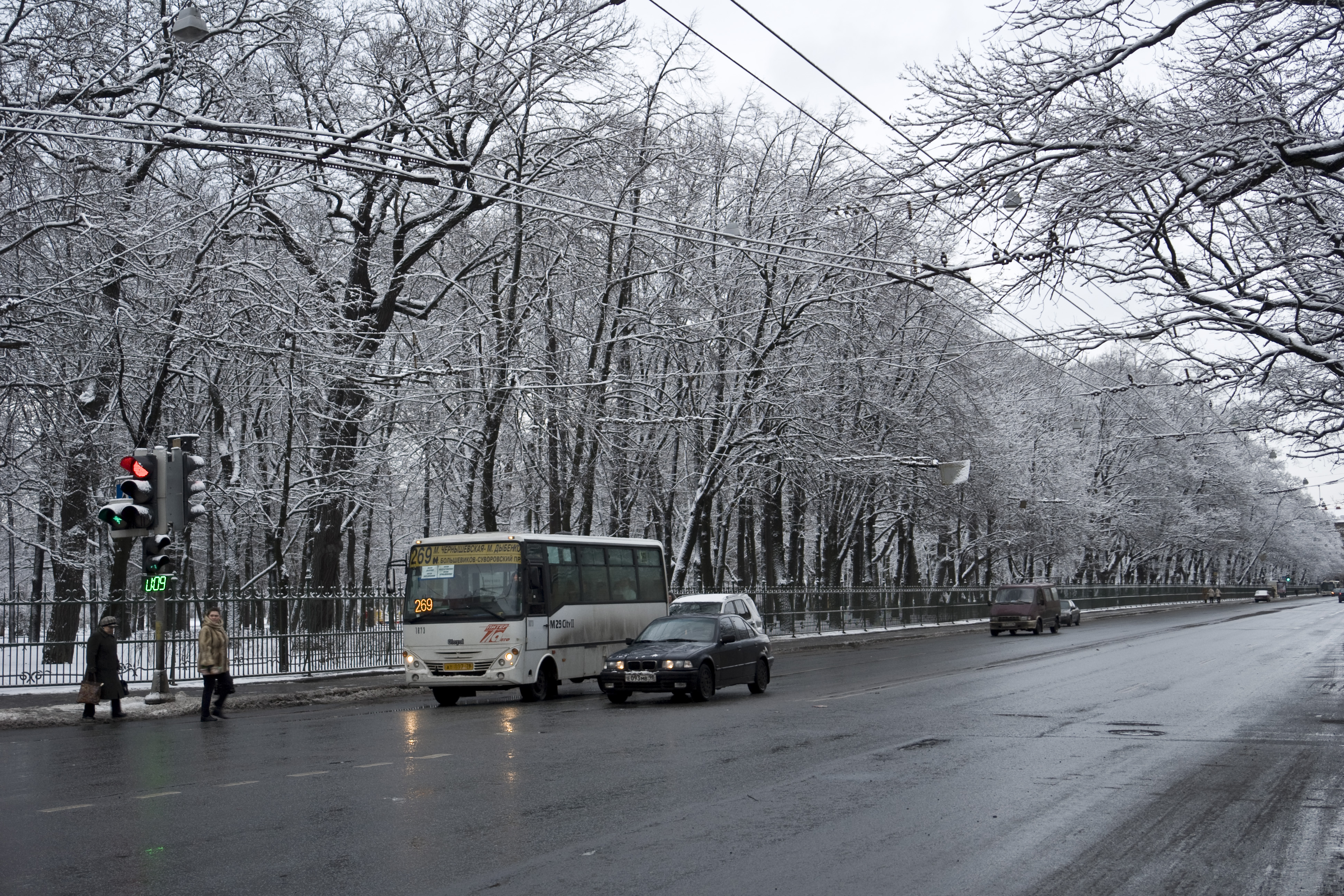
冬の眺め